# Exoribatula rotunda
Exoribatula rotunda är en kvalsterart som först beskrevs av Sandór Mahunka 1988.  Exoribatula rotunda ingår i släktet Exoribatula och familjen Hemileiidae. Inga underarter finns listade i Catalogue of Life.